# Clematis spathulifolia
Clematis spathulifolia är en ranunkelväxtart som först beskrevs av Carl Ernst Otto Kuntze, och fick sitt nu gällande namn av Karl Anton Eugen Prantl. Clematis spathulifolia ingår i släktet klematisar, och familjen ranunkelväxter. Inga underarter finns listade i Catalogue of Life.